# Payena longipedicellata
Payena longipedicellata là một loài thực vật có hoa trong họ Hồng xiêm. Loài này được Brace ex King & Gamble mô tả khoa học đầu tiên năm 1906.